# Ndaka
Pour les articles homonymes, voir Ndaka.
Ndaka est un village du Cameroun situé dans la commune d'Ako. Il est rattaché au département du Donga-Mantung, dans la région du Nord-Ouest. C'est aussi le siège d'une chefferie traditionnelle de 2e degré.

## Géographie
Ndaka est situé à l’ouest de l’arrondissement d’Ako, à l’extrémité ouest de la réserve forestière de Mbembe.

## Climat
Le village a un climat tropical de savane avec hiver sec. Il y a deux saisons : la saison des pluies et la saison sèche. La saison des pluies commence en mars et se termine en novembre. Durant la saison sèche (novembre à février), les températures sont généralement très élevées et atteignent facilement les 35 degrés. Le matin, cependant, des températures beaucoup plus basses, causées par le vent d'harmattan, ont été enregistrées.

## Population
En 1970, 284 villageois vivaient à Ndaka.
Lors du recensement de la population en 2005, le Bureau Central des Recensements et des Études de Population (BUCREP) a recensé 879 habitants, dont 434 hommes et 445 femmes à Ndaka.

## Activités économiques
Les villageois participent à diverses activités économiques parmi lesquelles la pêche, l’exploitation forestière très présente dans le village, l’artisanat, l’exploitation minière, l’agriculture, l’élevage bovin, l’apiculture, le commerce, la chasse et le transport de marchandises. Les femmes sont présentes dans certains domaines notamment : l’artisanat, l’agriculture, l’élevage bovin, l’apiculture et le commerce.

### Commerce
La plupart du cacao, de l’huile de palme et du café produits dans la région sont achetés par les commerçants nigériens. Les difficultés de transport, dues au mauvais entretien du réseau routier, sont la raison principale de l’absence de marché local pour le cacao et de la vente sur le marché nigérien de ces produits.

### Exploitation forestière
Le village de Ndaka compte trois scieries avec un total de 200 scies. L’exploitation forestière est une source de revenus pour le village. Elle permet aussi la construction de maisons et de meubles mais entraîne la destruction rapide de la réserve forestière.
La valorisation de produits forestiers non ligneux tel que les mangues sauvages, le poivre sauvage, le njansang permet de générer des revenus importants pour les populations locales en encourageant la gestion durable, la transformation et la commercialisation de ces produits.

### Artisanat
L’artisanat est une pratique répandue dans l’arrondissement d’Ako. On y produit paniers, fauteuils, tambours en bois, canots pour le transport à travers les rivières et vêtements.

### Réseau routier
Ndaka est à l’intersection de la route rurale qui descend de Buku au nord permettant de rejoindre Abbafum, Abuenshie ou de redescendre vers Ako via la route départementale ; et de la route rurale qui remonte depuis Abwenko, puis Abuenpka longeant la réserve de Mbembe.

## Système éducatif
Le village comprend trois écoles primaires, la G.S Ndaka, la GS Gidajukum et la GS Mpeteba.
Il n’y a pas d’établissement fournissant d’enseignement secondaire dans le village.

## Infrastructure
Il n'y a pas de marché à Ndaka, ni de centre de soins.

## Plan de développement
Au sein du Plan communal de développement, la commune d'Ako a identifié 12 projets prioritaires pour le développement du village parmi lesquels : la construction d'une route de 20 km entre Buku et Ndaka, la construction de ponts au-dessus de l'Akong, du Duru et du Nchuchum ainsi que la création d'un centre de soins pour le village. Afin de permettre aux villageois d'accéder à l'eau et à l'électricité, il est prévu la construction d'un captage d'eau, de robinets et le développement de l'hydroélectricité pour le village.
Deux nouvelles classes seront créées à la GS Ndaka, et quatre classes seront construites dans chacune des deux autres écoles primaires. La construction d'une école d'enseignement secondaire, la G.S.S Ndaka est prévue. Le plan prévoit aussi la construction d'un marché et d'une salle culturelle.